# 亡き王女のためのパヴァーヌ
『亡き王女のためのパヴァーヌ』（なきおうじょのためのパヴァーヌ、フランス語: Pavane pour une infante défunte）は、フランスの作曲家モーリス・ラヴェルが1899年に作曲したピアノ曲、および1910年にラヴェル自身が編曲した管弦楽曲。
『逝ける王女のためのパヴァーヌ』や『死せる王女のためのパヴァーヌ』などとも訳される。

## 題名

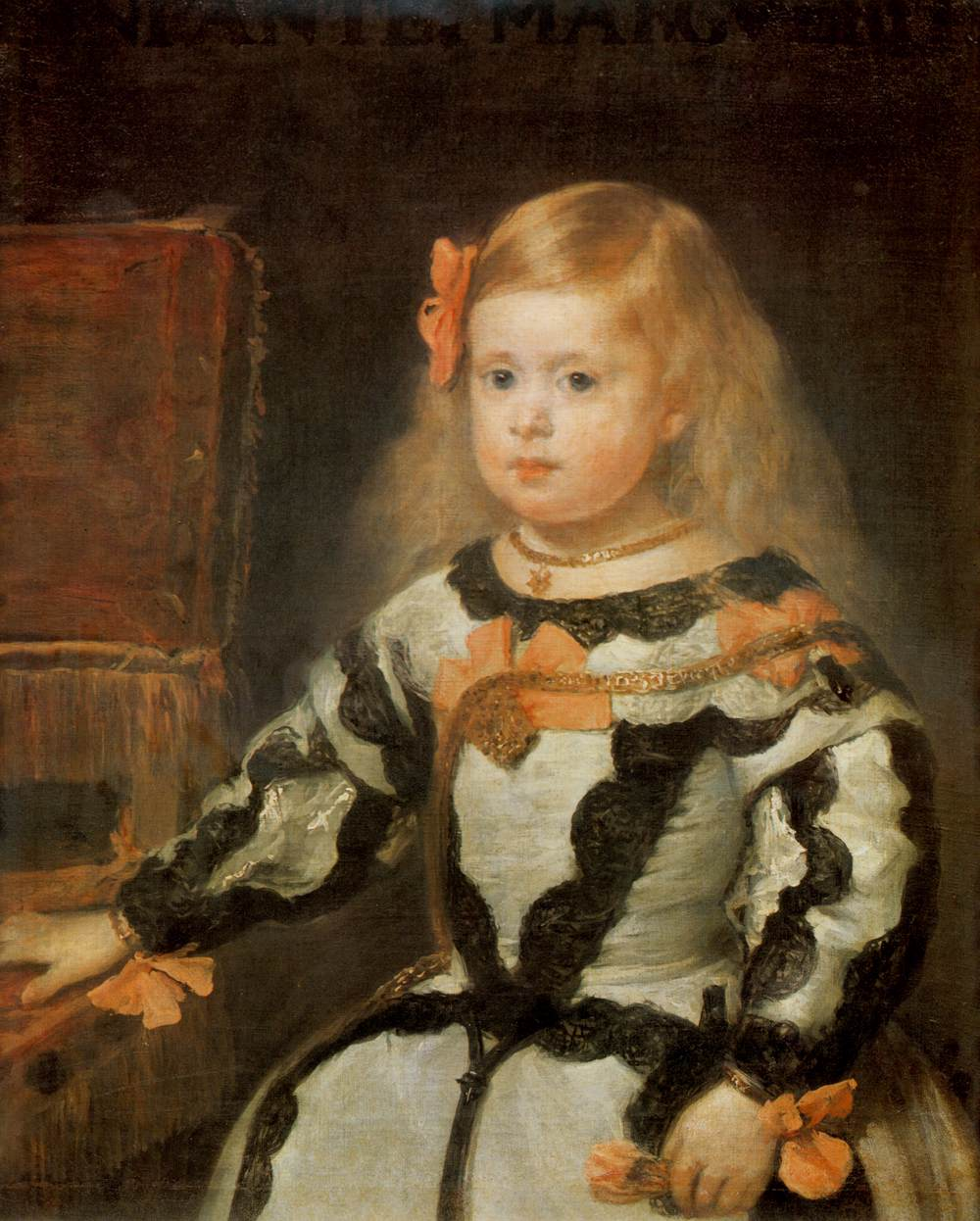
ディエゴ・ベラスケスが描いたマルガリータ王女の肖像画

パヴァーヌとは、16世紀から17世紀にかけてヨーロッパの宮廷で普及していた舞踏のことである。
infanteはスペインの王女の称号「インファンタ」のことである。défunteは第一義には「死んだ」の意味であり、そこから「亡き王女のためのパヴァーヌ」と日本語では訳されている。しかし第二義に「かつての、過ぎ去った」という意味もあり、ラヴェル自身、この題名は「亡くなった王女の葬送の哀歌」ではなく、「昔、スペインの宮廷で小さな王女が踊ったようなパヴァーヌ」だとしている。よって、日本語の表記においても、「亡き王女」と表現すると、死んだ王女という意味が強くなるため、あえて漢字を使わずに「なき王女」と表記することもある。
この古風な曲は、歴史上の特定の王女に捧げて作られたものではなく、スペインにおける風習や情緒に対するノスタルジアを表現したものであり、こうした表現はラヴェルによる他の作品（例えば『スペイン狂詩曲』や『ボレロ』）や、あるいはドビュッシーやアルベニスといった同年代の作曲家の作品にも見られる。諸説あるが、ラヴェルがルーヴル美術館を訪れた時にあった、17世紀スペインの宮廷画家ディエゴ・ベラスケスが描いたマルガリータ王女の肖像画からインスピレーションを得て作曲した、とされる。

## 概要
ピアノ曲はパリ音楽院在学中に作曲した初期を代表する傑作であり、ラヴェルの代表曲の1つと言える。
ラヴェルはこの曲を自身のパトロンであるポリニャック公爵夫人に捧げ、1902年4月5日、スペインのピアニスト、リカルド・ビニェスによって初演された。この曲は世間からは評価を受けたが、ラヴェルの周りの音楽家からはあまり評価されなかった。ラヴェル自身もこの曲に対して、「大胆さに欠ける」、「シャブリエの過度の影響」、「かなり貧弱な形式」と批判的なコメントを行っている。一方で、ラヴェルが晩年重度の失語症に陥った状態でこの曲を聴いた際、「美しい曲だね。これは誰の曲だい？」と尋ねたという逸話が残っている。
曲はト長調で4分の4拍子、速度標語は「十分に柔らかく、ただし緩やかな響きをもって」（Assez doux, mais d'une sonorité large, 四分音符＝54）である（後年、ラヴェル自身が録音した演奏により、54-70と幅が持たされている）。2つのエピソードを挟んだ小ロンド形式（単純ロンド形式）を取り、A-B-A-C-Aという構成をしている。
優雅でラヴェルらしい繊細さを持つ美しい小品であり、ピアノ版、ラヴェル自身の編曲による管弦楽版の他にも、多くの編曲者によりピアノと独奏楽器のデュオ、弦楽合奏など様々に編曲され、コンサート、リサイタルの曲目やアンコールとしてしばしば取り上げられる。

## オーケストラ版
オーケストラ版は、1910年にラヴェル自身が編曲し、1911年に初演された。演奏時間はおおむね6分半から7分程度である。「管弦楽の魔術師」の異名に恥じない華麗な編曲であるが、『ボレロ』や『左手のためのピアノ協奏曲』から連想されるような大規模な管弦楽編成ではなく、むしろ『クープランの墓』（これもピアノ曲の編曲である）などに近い小規模な編成であり、旋律美と知名度に加えて、難度もあまり高くないため、演奏会のプログラムやアンコールピースとして取り上げられる機会も多い。

### 編成
| 木管         | 木管   | 金管                 | 金管                 | 打                   | 打                   | 弦                   | 弦                   |
| ------------ | ------ | -------------------- | -------------------- | -------------------- | -------------------- | -------------------- | -------------------- |
| フルート     | 2      | ホルン               | 2 (in G)             | ティンパニ           |                      | 第1ヴァイオリン      | ●                    |
| オーボエ     | 1      | トランペット         |                      | 他                   |                      | 第2ヴァイオリン      | ●                    |
| クラリネット | 2      | 他                   |                      | 他                   | ヴィオラ             | ●                    |                      |
| ファゴット   | 2      | 他                   | チェロ               | 他                   | ●                    |                      |                      |
| 他           |        | 他                   | コントラバス         | 他                   | ●                    |                      |                      |
| その他       | その他 | ハープあるいはピアノ | ハープあるいはピアノ | ハープあるいはピアノ | ハープあるいはピアノ | ハープあるいはピアノ | ハープあるいはピアノ |

### オーケストレーション
ピアノ版と曲の構成自体は同一であるが、オーケストレーションは次のようになされている。
ロンド主題と言えるA部は、提示の段階では弦楽器のピッチカートに乗り、ホルンのソロで奏でられる。B部ではロ短調に転調し、オーボエにより新たなエピソードが出現する。1度目の再現では主旋律が木管楽器に移り、最初よりも更に穏やかな印象を与える。フルートで提示されて始まるC部ではト短調になり、可憐ながらもやや落ち着きのない音楽。後半ではハープのグリッサンドや高音域が効果的に使われている。ト短調で弱々しく終わった後の2度目の再現では、ハープの分散和音に乗ってフルートとヴァイオリンで旋律が奏され、最後は最弱音で消え入るように終わる。

## The Lamp Is Low
ラヴェル没後の1939年に、アメリカ合衆国で本曲のメロディーをピーター・デ・ローズとバート・シャフターが「作曲」と称して流用、ミッチェル・パリッシュの歌詞をつけて　The Lamp Is Low　と題したポピュラーソング化、ミルドレッド・ベイリーの歌唱盤や、フランク・シナトラの歌唱によるトミー・ドーシー楽団盤、ハリー・ジェームズ楽団盤などがヒットした。しかしラヴェル作品の著作権を持つ遺族側には無許可の流用であったため、著作権問題から日本も含む一部の国ではこの曲のレコードが後年まで発売できない事例も生じたという。
上記以外のポピュラー音楽シーンにおけるカバーも多く、主なものに以下がある。
- カシオペア「亡き王女のためのパヴァーヌ（Pavane -Pour Une Infante Défunte-）」（1982年のアルバム『4×4』に収録）
- クライズラー&カンパニー「亡き王女のためのパヴァーヌ」（1991年のアルバム『KRYZLER&KOMPANY NATURAL』に収録[7]）
- ヘイリー・ウェステンラ「Never Say Goodbye」（2004年発売のアルバム『ピュア（Pure）』に収録）[8]
- 平原綾香「Pavane〜亡き王女のためのパヴァーヌ」（2009年発売のクラシック音楽カバーアルバム『my Classics!』に収録）[9]